# Prädikatswein
Prädikatswein is de hoogste kwaliteitstrap in de Duitse wijnbouwwetgeving. Voor 2008 werden wijnen uit deze kwaliteitsgroep aangeduid met: Qualitätswein mit Prädikat.
Het niveau ligt wegens de toevoeging Prädikat hoger dan QbA. Volgens de Duitse wijnbouwwetgeving wordt het niveau van Prädikatswein weer onderverdeeld in de kwaliteitsklassen: Kabinett, Spätlese, Auslese, Beerenauslese, Trockenbeerenauslese en Eiswein. 
Onder andere de volgende eisen gelden voor alle klassen Prädikatsweinen:
- De gebruikte druiven voor een bepaalde wijn moeten allen afkomstig zijn uit een enkel Bereich (een nauw omgeschreven gebied met wijngaarden).
- De wijnbereiding moet in het voorgeschreven gebied plaatsvinden.
- De wijnstokken moeten van een erkende druivenvariëteit zijn.
- Chaptaliseren (Duits: Anreicherung of Verbesserung) is verboden.
- Het restzoet verhogen na de gisting is wel toegestaan, maar alleen als de daarvoor gebruikte most van minstens dezelfde kwaliteit is. Binnen de klassen zijn zo smaakrichtingen van halfdroog tot zoet mogelijk.
- De wijn mag niet vóór 1 maart van het volgende jaar gebotteld en verkocht worden.
- Het minimale natuurlijke potentiële alcoholpercentage is wettelijk vastgesteld. Wijnen mogen worden gemengd binnen een bepaald kwaliteitswijngebied.
- De wijn mag niet met eikenhout-schilfers behandeld worden. (Wordt weleens gedaan om lagering op eikenhouten vaten te imiteren.)
- De wijn moet zijn onderworpen aan officiële organoleptische, analytische en juridische onderzoeken. Pas als al deze onderzoeken succesvol zijn afgerond krijgt de wijn een officieel document met AP-nummer (Amtliche Prufungsnummer), die als verplichte informatie op het etiket moet worden aangegeven.

Voor elke kwaliteitsklasse geldt voorts een minimum mostgewicht uitgedrukt in graden Oechsle. Per Duitse wijnbouwstreek en druivensoort kan deze waarde variëren. Bij benadering zijn deze minimaal:
- Kabinet: 73 graden Oechsle
- Spätlese: 85 graden Oechsle
- Auslese: 95 graden Oechsle
- Beerenauslese: 125 graden Oechsle
- Trockenbeerenauslese: 150 graden Oechsle
- Voor eiswein geldt eveneens een minimum mostgewicht van 125 graden Oechsle. In de praktijk echter ligt deze vaak veel hoger. Vaak veel meer dan 180 graden.

## Oostenrijk
In de Oostenrijkse wijnbouw gelden ongeveer zelfde voorwaarden voor rijpheid en oogstmoment van de druiven als in de Duitse wijnbouw. De kwaliteitstrap Kabinett valt hier echter niet onder de Prädikatswein, maar onder QbA-wijn. In Oostenrijk wordt het mostgewicht uitgedrukt in °KMW. De druiven van de Oostenrijkse Prädikatswein mogen – met uitzondering van Eiswein en Spätlese – niet met een druivenoogstmachine geplukt worden.
Een bijzondere Prädikatswein is de zogenaamde Ausbruch, die tussen Beerenauslese en Trockenbeerenauslese gerangschikt kan worden.